# أغابوفكا
أغابوفكا (بالروسية: Агаповка) هي مدينة في مقاطعة تشيليابينسك أوبلاست في روسيا.

## السكان
6,561 (إحصاء 2010)،
6,408 (إحصاء 2002)،
6,085 (إحصاء 1989).